# Gilbert Gottfried
Gilbert Jeremy Gottfried (Brooklyn, 1955. február 28. – Manhattan, 2022. április 12.) amerikai stand-up komikus és színész. Több rajzfilmben is szinkronizált.
2014 óta Gilbert Gottfried's Amazing Colossal Podcast néven podcastot vezet, melynek témája a klasszikus filmek, és hírességekkel készült interjúk is hallhatóak. 2017-ben dokumentumfilm készült róla.

## Életpályája
Brooklynban született Lillian és Max Gottfried gyermekeként. 15 éves korában kezdett stand-upolni, pár évvel később már a "komikusok komikusaként" volt ismert New Yorkban. 1980-ban csatlakozott a Saturday Night Live hatodik évadának szereplőgárdájához. A tizenkét epizód alatt nagyon keveset foglalkoztatták, ennek ellenére két szerepe mégis volt.

## Magánélete
Az 1990-es években ismerkedett meg Dara Kravitz-cal. 2007-ben összeházasodtak, és két gyerekük született. Manhattan Chelsea nevű negyedében élnek. Zsidó családban nevelkedett, de még nem volt bármicvója.

## Halála
2022. április 12.-én hunyt el Manhattanben, gyors szívverés (ventricular tachycardia) következtében. 67 éves volt.

## Filmjei
- Saturday Night Live (1980-1998)
- Isten háza (1984)
- Dokiakadémia (1985)
- Beverly Hills-i zsaru 2. (1987)
- Sürgető ügető (1988)
- Kedden soha (1988)
- Ford Fairlane kalandjai (1990)
- Talpig zűrben (1990)
- Nicsak, ki beszél még! (1990)
- Talpig zűrben 2. (1991)
- Út a pokolba (1991)
- Aladdin (1992)
- Gézengúz hiúz (1993)
- Bobby világa (1993-1994)
- Drága testek (1993-1994)
- Problem Child (1993-1994)
- Micsoda buli 3. (1994)
- Hüvelyk Panna (1994)
- Ren és Stimpy show (1994)
- Beavis és Butt-head (1994)
- Aladdin és Jafar (1994)
- Las Vegas-i esküvő (1994)
- Aladdin (1994-1995)
- Wings (1994-1995)
- Egy rém rendes család (1995)
- Talpig zűrben 3. (1995)
- Megőrülök érted (1995)
- Timon és Pumbaa (1995)
- The Twisted Tales of Felix the Cat (1995-1996)
- Duckman: Private Dick/Family Man (1995-1997)
- Aladdin és a tolvajok fejedelme (1996)
- Spinédzserek (1996)
- Botrány TV (1997)
- Ne légy barom 4. (1997)
- Superman (1997-1998)
- Jenny (1998)
- Dr. Dolittle (1998)
- Herkules (1998)
- Adventures from the Book of Virtues (1998-2000)
- Clerks (2000-2001)
- Tengerparti fenegyerek (2001-2002)
- Mickey egér klubja (2001-2002)
- Tündéri keresztszülők (2001-2002)
- Mackó-show a nagy kék házban (2002)
- Cyberchase, avagy kalandozások a cyber világban (2002-2020)
- CSI: A helyszínelők (2003)
- Elbaltázott éjszaka (2004)
- Majom bajom (2004)
- Lemony Snicket: A balszerencse áradása (film) (2004)
- The Tonight Show with Jay Leno (2004-2011)
- Jázmin meséi: Bűbáj és varázslat (2005)
- Billy és Mandy kalandjai a kaszással (2005)
- Pingvin-show (2006)
- Az osztálytársam egy majom (2007)
- Király suli (2007)
- Family Guy (2007-2018)
- Hannah Montana (2008)
- Vissza a farmra (2009)
- A stúdió (2009)
- Az égig érő paszuly (2009)
- Míg a halál el nem választ (2010)
- Esküdt ellenségek: Különleges ügyosztály (2011-2012)
- CollegeHumor Originals (2011-2012)
- Randy Cunningham: Kilencedikes nindzsa (2014)
- Hogyan rohanj a veszTEDbe (2014)
- Nyugi, Charlie! (2014)
- Tini Nindzsa Teknőcök (2014-2016)
- The Jim Gaffigan Show (2015-2016)
- A komikus (2016)
- Bűvös varázskardok (2016)
- A káprázatos Mrs. Maisel (2017)
- Tom és Jerry-show (2017)
- Állati jó kekszek (2017)
- Sikersorozat (2017)
- Justice League Action (2017-2018)
- John Oliver-show az elmúlt hét híreiről (2017-2019)
- Megborulva (2018)
- SpongyaBob Kockanadrág (2019)
- The Late Show with Stephen Colbert (2019-2021)
- A Kominsky-módszer (2021)